# Villa O'Higgins flygplats
Villa O'Higgins flygplats är en flygplats i Chile.   Den ligger i provinsen Provincia Capitán Prat och regionen Región de Aisén, i den södra delen av landet, 1 700 km söder om huvudstaden Santiago de Chile. Villa O'Higgins flygplats ligger 272 meter över havet.
Terrängen runt Villa O'Higgins flygplats är varierad. Trakten runt Villa O'Higgins Airport är nära nog obefolkad, med mindre än två invånare per kvadratkilometer.. 